# 3626 Ohsaki
3626 Ohsaki (1929 PA) là một tiểu hành tinh vành đai chính được phát hiện ngày 4 tháng 8 năm 1929 bởi M. Wolf ở Heidelberg.